# Willy Otto Zielke
Wilhelm Otto Zielke, detto Willy (Łódź, 18 settembre 1902 – Bad Pyrmont, 16 giugno 1989), è stato un fotografo, regista, produttore cinematografico, cameraman e montatore tedesco.

## Biografia
Willy Zielke studiò dal 1922 al 1926 alla Scuola Statale Bavarese di Fotografia di Monaco, dove poi insegnò dal 1927 al 1934. Nel 1929 partecipò alla mostra internazionale di cinema e fotografia, la Werkbundaustellung di Stoccarda, con le sue fotografie di nature morte. Dal 1931 lavorò anche come regista. Nina Gladitz, biografa (2020) di Leni Riefenstahl, presuppone che la regista abbia riconosciuto il talento di Zielke nel film d'avanguardia Das Stahltier sulla Reichsbahn, lo abbia visto come un grande concorrente e abbia per questo motivo impedito l'uscita del film nei cinema. La Riefenstahl lo volle quindi assumere come operatore per la produzione dei film Olympia. Zielke era responsabile dell'intero contenuto e della progettazione artistica del cosiddetto prologo dei film.
Tuttavia, proprio durante le riprese del prologo sorsero alcuni contrasti tra Zielke e Riefenstahl. Poco dopo aver consegnato il materiale cinematografico finito, egli fu sequestrato il 13 febbraio 1937 e portato all'ospedale psichiatrico di Haar. Lì, dopo una diagnosi di schizofrenia, Zielke fu sottoposto a sterilizzazione forzata. Secondo Zielke, fu Riefenstahl la responsabile del suo internamento, ma non ebbe mai le prove per dimostrarlo. Nina Gladitz supporta questa tesi con documenti rilevanti. Nell'istituto psichiatrico furono condotti anche esperimenti medici su di lui.
Nell'agosto 1942, cinque anni dopo la sua incarcerazione forzata, Zielke, considerato incurabile, fu comunque rilasciato, apparentemente di nuovo su istigazione di Riefenstahl, che lo impiega immediatamente come operatore nel suo film Tiefland. Sempre secondo Nina Gladiz, Leni Riefenstahl si sarebbe impossessata delle opere fotografiche di Willy Zielke dopo il suo ricovero nella clinica psichiatrica di Haar, e da allora in poi le ha spacciate per sue, inclusa la foto di un tempio greco che Zielke avrebbe scattato durante le riprese filmiche per il prologo del film Olympia e che fino ad oggi appare sul sito web di Leni Riefenstahl.
Nell'autunno del 1945, l'inabilitazione di Zielke fu revocata su sua richiesta. Nel 1987 la Repubblica Federale Tedesca gli ha risarcito 5.000 marchi tedeschi per la sterilizzazione forzata. Morì due anni dopo all'età di 86 anni.
Zielke era sposato ed è un prozio in secondo grado dell'attrice Ann-Kathrin Kramer.

## Filmografia
- 1931: Bubi träumt (sceneggiatura, regia, macchina da presa)
- 1931: Anton Nicklas, ein Münchner Original (sceneggiatura, regia, macchina da presa)
- 1932: Monaco (sceneggiatura, regia, telecamera)
- 1933: Arbeitslos – Ein Schicksal von Millionen (sceneggiatura, regia, telecamera)
- 1934: Die Wahrheit (versione tagliata di “Arbeitlos”)[7]
- 1935: Tag der Freiheit – Unsere Wehrmacht (fotocamera)
- 1935: Das Stahltier (libro, montaggio, regia, telecamera)
- 1938: Olympia 2 parti (fotocamera)
- 1953: Verzauberter Niederrhein (scritto, diretto, telecamera)
- 1956: Verlorene Freiheit (sceneggiatore, regista, macchina da presa)
- 1956: Schöpfung ohne Ende  (fotocamera)
- 1958: Aluminium – Porträt eines Metalls (regista, macchina da presa)

## Onorificenze
- Deutscher Filmpreis del 1957 nella categoria "Miglior fotografia di film a colori" per Schöpfung ohne Ende (1956)[8]